# Ludwig Gottsleben
Ludwig Erasmus Gottsleben (* 24. November 1836 in Wien-Schottenfeld; † 26. Februar 1911 in Wien) war ein österreichischer Schauspieler und Schriftsteller.

## Leben
Gottsleben entstammte einer bürgerlichen Handwerkerfamilie. Sein Vater war Wiener und übte dort das Gewerbe eines Graveurs aus; die Mutter Susanne, geborene Trog, stammte aus der Schweiz. Gottsleben wollte ursprünglich Maler werden und besuchte die kaiserliche Akademie der bildenden Künste Wien. Doch scheint er mehr Talent zur darstellenden als zur bildenden Kunst gehabt zu haben. Als er mit großem Erfolg im Geselligkeitsverein »Die Biedermeier« in der Rolle des Christoferl aus Johann Nestroys Einen Jux will er sich machen öffentlich auftrat – sein Partner Weinberl war Joseph Lewinsky –, wurde ihm so einstimmige Anerkennung zuteil, dass er sich entschloss, die Akademie zu verlassen und Schauspieler zu werden. Besonders gefiel sein drolliges Wesen. Sein erstes Engagement erhielt er am Fünfhauser Sommertheater, wo er am 23. Juli 1859 als »Schneiderlehrling Franzl« im Theodor Flamms Lebensbild Eine Wienerin debütierte. Seine komische Begabung und seine eigentümlich groteske Art zu sprechen gefielen immer mehr, und bald zählte er zu den beliebtesten Komikern Wiens.
Gottsleben ist während seines Theaterlebens aus Wien nie recht herausgekommen und war an fast allen Wiener Vorstadtbühnen engagiert, so am Theater an der Wien, am Carltheater, an der komischen Oper, am Strampfer-Theater, am Sommertheater in Venedig in Wien und wiederholt am Theater in der Josefstadt, sowie am Fürst- und späteren Jantsch-Theater. Die Gunst des Publikums wuchs, je länger er in Wien tätig war, und erreichte wohl ihren Höhepunkt zur Zeit seines Wirkens am Fürsttheater und am Theater in der Josefstadt unter Karl Blasel. War jedoch ab und zu in Wien kein Platz für seine darstellerische Tätigkeit, so begab er sich meistens zur Sommerzeit in die österreichische Provinz und erzielte dort sowohl als Schauspieler als auch in musikalisch-deklamatorischen Soireen mit Solovorträgen und mit seinem »urg'spaßigen« Coupletvortrag, der wie seine ganze Darstellungsart an die Darbietungen der Komiker des Vormärz erinnert, stürmischen Beifall.
Geheiratet hat Ludwig E. Gottsleben im Jahre 1871 Ludmilla Susanne Mayer. Im dritten Ehejahr wurde ihr einziges Kind, die Tochter Ludmilla, geboren, an der er mit besonderer Zuneigung hing. Seine Frau verstarb bereits 1881, kaum 34-Jährig, an Lungentuberkulose. Gottsleben ertrug diesen Verlust schwer und blieb fortan Witwer. Ein Leiden (Struma), zu dem er seit jeher die Anlage besaß, verursachte ihm häufig Atembeschwerden, die er auf der Bühne besonders drollig in sein Sprechen einzubinden wusste.
Gottsleben erhielt ein ehrenhalber gewidmetes Grab am Wiener Zentralfriedhof (75A-31-51), das in Pflege der Gemeinde Wien steht. Das Begräbnis erfolgte am 1. März von der Alserkirche aus. In der um seine Tochter Ludmilla versammelten Trauergemeinde waren zu sehen: der Wiener Vizebürgermeister Hierhammer, Hofrat von Radler, Verwaltungsdirektor Skofitz in Vertretung des Bühnenvereins, die Oberregisseure Hopp und Tuschl, die Schauspieler Girardi, Lunzer, Amson, Lebschmid, Franz Fischer, Bing, Schönau, Rauch, Kramer, Bauer, Schmidl, Henri Beer, Darnau, Kirchner, die Schauspielerinnen Griebl, Kopfauf, Noe, Ferri und Kathi Schulz.

### Wiederbelebung der Alt-Wiener Volkskomik
Besondere Erwähnung verdient sein Wirken während der Wiener Musik- und Theaterausstellung 1892. Er erschien damals als Hanswurst auf einer kleinen, in »Alt-Wien« errichteten Bühne, wo er durch Aufführung von alten Schwänken und Possen, namentlich aber durch Beteiligung an der Vorführung der Stegreifkomödie alltäglich wahre Stürme der Heiterkeit hervorrief.
Gottsleben blieb »heiter auch in ernster Zeit«, und wenn es ihm gar oft nicht gelang, ein nur halbwegs passendes Engagement zu finden, so verlor er doch niemals den guten, urechten Wiener Humor. Im Jahre 1899 feierte er sein 40-jähriges Schauspielerjubiläum, das durch Veranstaltung einer Matinee im Carltheater festlich begangen wurde. Er erschien als Diener in Nestroys Frühere Verhältnisse und in dem von ihm verfassten Scherzspiel In der Theaterschule. Das Publikum jubelte ihm zu.
Im Jahre 1903 schrieb der Lexikograph Ludwig Eisenberg:

„Wenn Gottsleben heute nicht mehr Gelegenheit findet, Figuren des Wiener Volksstückes in seiner harmlosen, wenn auch mitunter drastischen und derben Komik zu verkörpern, so freut man sich doch immer, wenn man diesem Stück lustigster, vergangener Wiener Theaterzeit da und dort auf der Bühne begegnet, und dass Gottsleben noch immer in völliger körperlicher und geistiger Frische in seiner gegenwärtig vielleicht etwas veralteten Darstellungsart den unverwüstlichen Alten zeigt. Ragt er doch gewissermaßen wie ein Wahrzeichen einer längst vergangenen Zeit in unsere Tage hinein.“

### Charakteristik als Darsteller
Seine äußere Erscheinung war sehr markant und entsprach ganz der Vorstellung, die man sich von einem Alt-Wiener Komiker macht. Die charakteristischen Merkmale waren: kurze, durch Vorliebe für gutes und reichliches Essen schon früh beleibte Gestalt, watscheliger Gang, volles rotes Gesicht, aus der kleine, von buschigen Brauen überwölbte Augen vergnüglich blickten, Hängebacken, verfilzter Hals, sodass ihm beim Sprechen und besonders beim Singen immer der Atem ausging, was indes seine Drolligkeit erhöhte. Erst in seinen letzten Lebensjahren veränderte sich sein Aussehen. Er wurde infolge seiner Krankheit und wohl auch der schlechten Lebensverhältnisse blass und mager. Von seinen Eigenschaften berichtet er selbst:

„Ein loses Maul, das war – mit Verlaub – ich selbst. Die uns Wienerkindern in der goldenen Jugendzeit eigene Zwanglosigkeit, die sich in pfeilschnellfertigen Urteilen und überlauter Äußerung derselben Luft macht, ward auch mir in wahrhaft beklagenswerter Weise zu Teil geworden.“

Besonders von Kollegen aufgehetzt, griff er in jeden Streit ein oder reizte jemanden so lange, bis es zum Streit kam. Da er jedoch im Grunde seines Wesens gutmütig war, gab sich die Streit- und Spottlust mit zunehmender Reife gänzlich. Er wurde wegen seiner Hilfsbereitschaft, Pflichttreue und Ehrlichkeit ein von allen geachteter und geliebter Kollege, der sich auch reizbaren und herrischen Charakteren anzupassen vermochte. Er besaß regen Familiensinn und hing mit großer Liebe an seiner Vaterstadt Wien, wie sein Ausspruch anlässlich des Ankaufs seines Porträts für die städtischen Sammlungen aufzeigt. Sein Humor war urwüchsig, manchmal derb, jedoch ebenfalls immer gutmütig und eher melancholisch als scharf. Später wich er durch Armut und Krankheit pathetisch-sentimentalen Stimmungen.

## Ehrungen
Nach Ludwig Gottsleben wurde am 28. Mai 1930 in Wien 12, Untermeidling, Gartenstadt Am Tivoli, die Gottslebengasse benannt.

## Nachlass
Gottslebens Nachlass wird in der Wiener Stadt- und Landesbibliothek aufbewahrt.
Nachlass in der Handschriftensammlung:
- ca. 170 Inventarnummern und 1 1/3 Kartons.
- ca. 30 inventarisierte und zahlreiche unbearbeitete Werkmanuskripte, vor allem Theaterstücke und Couplets.
- Einzelne Briefe
- Tagebuchnotizen (1863–1867)
- Bühnenverträge
- autobiographische Aufzeichnungen
- Zahlreiche Theaterstücke und Couplets anderer Autoren
- Maschinenschriftliches Verzeichnis, Zettelkatalog. – Teilweise unbearbeitet. – Kauf 1916.

Teilnachlass in der Musiksammlung:
- ca. 30 Inventarnummern: Couplets verschiedener Komponisten, teilweise zu Texten von Ludwig Gottsleben.

Verzeichnung:
- Zettelkatalog. – Inventarisiert 1928.

Nachlass in der Druckschriftensammlung:
- 1 Konvolut Theaterzettel zu Auftritten von Gottsleben (1882–1902).

## Werke
- Ein Musikant. 1856 (Volltext).
- Pfingsten oder Herr Göd und Jungfer Gödl. 1858.
- Nur solid! 1859 (Volltext).
- Auf der Bühne und hinter den Kulissen. 1862 (Volltext).
- Wiener Schnipfer. (Musik: Anton M. Storch), 1867 (Volltext).
- Wiener Harfenisten. 1870.
- Diese Damen. 1870.
- Nestroy. (Lebensbild), 1870.
- Johann Nestroys Werke. 1892.
- 50 Jahre Komiker. (Autobiographie), 1910.